# Огурец обыкновенный
Огуре́ц обыкнове́нный, или Огурец посевно́й (лат. Cucumis sativus), — однолетнее травянистое растение, вид рода Огурец (Cucumis) семейства Тыквенные (Cucurbitaceae), овощная культура.

## Происхождение названия
Согласно этимологическому словарю Фасмера, название заимствовано из ср.-греч. ἄγουρος («огурец»), которое восходит к ἄωρος («незрелый»). Этот овощ, поедаемый в незрелом виде, нарочито противопоставляется дыне — πέπων, которую едят в зрелом виде.
Слово «огурец» на санскрите созвучно с именем индийского князя, по легендам, имевшего 60 тысяч детей, что, вероятно, связано с многочисленностью семян в огурце и обилием приносимых плодов.
Немецкое слово Gurke «огурец» происходит от пол. ogurek.

## Ботаническое описание

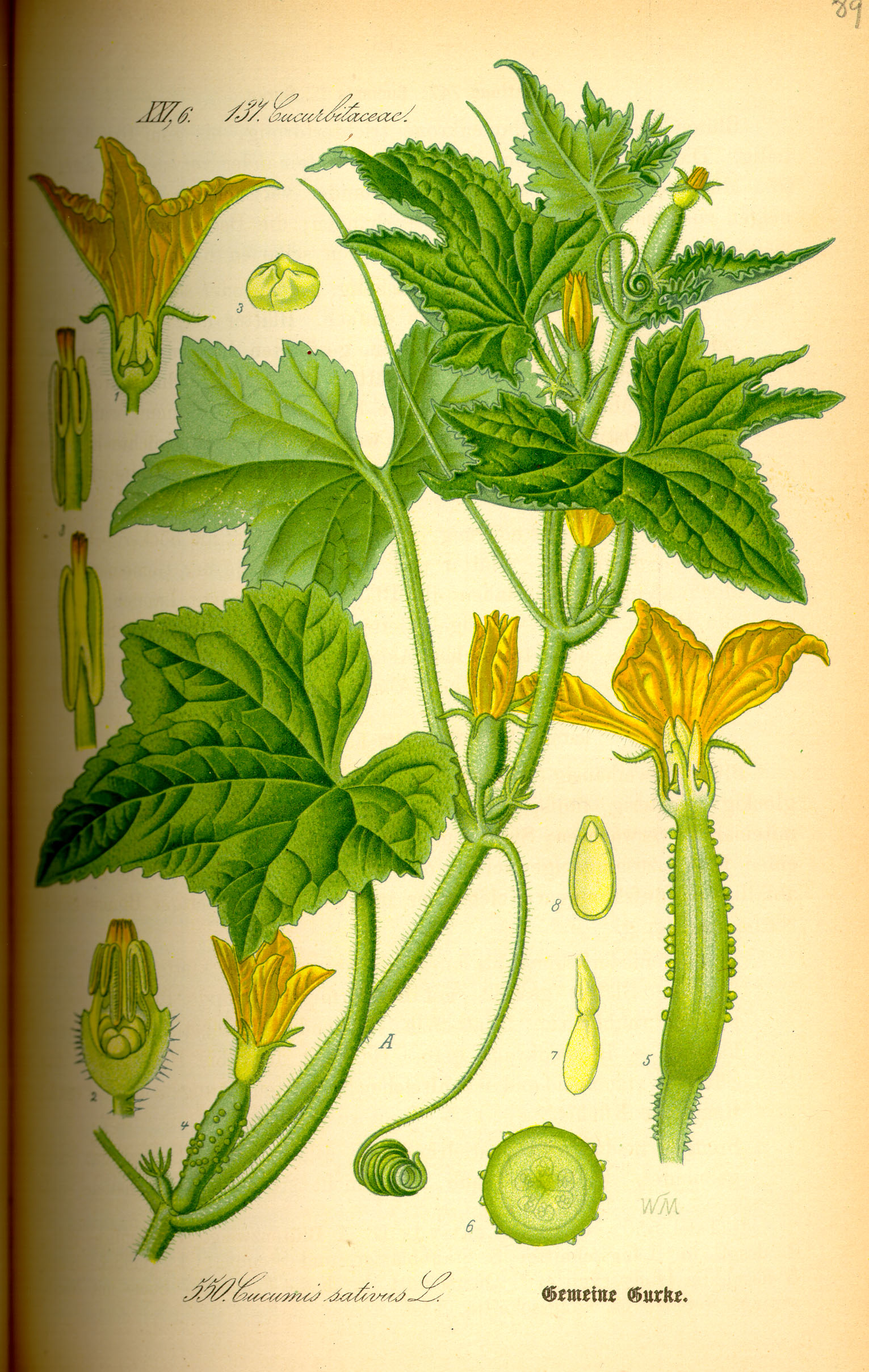

Стебель — стелющийся, шершавый, заканчивается усиками, которыми он может зацепиться за опору, вытянувшись при этом на 1—2 м. Растение также может расстилаться по земле, если у него нет опор.
Листья сердцевидные, пятилопастные.
Плод — многосемянный, сочный, изумрудно-зелёный, плотный, пупырчатый, в естественной среде также с мелкими колючками (искусственно выведены плоды с гладким внеплодником (кожурой). Строение плода характерно для семейства Тыквенных и в ботанической литературе определяется как тыквина. Он может иметь различную форму и размер (в зависимости от сорта). В кулинарном отношении огурцы традиционно относятся к популярным овощам.
Геном огурца посевного был полностью расшифрован в 2009 году; он насчитывает 350 миллионов пар оснований ДНК. Пять из семи хромосом огурцов возникли из десяти хромосом общих предков с дыней.

## Таксономия
Cucumis sativus L., 1753, Species Plantarum 2: 1012.

### Синонимы
- Cucumis esculentus Salisb.
- Cucumis hardwickii Royle
- Cucumis muricatus Willd.
- Cucumis rumphii Hassk.
- Cucumis setosus Cogn.
- Cucumis sphaerocarpus Gabaev[исп.]
- Cucumis vilmorinii Spreng.

| |  |  |  |  |
| Слева направо: цветок, завязь, корнишоны в стадии технической спелости, незрелый плод, плод в стадии биологической зрелости (с созревшими семенами) |  |  |  |  |

## Химический состав
В плодах огурца содержится 94-96 % воды. Биологически активные вещества растворены в физиологически идеальной для организма человека форме. Сухого вещества огурцы накапливают всего 4-6 %, из них 2 % сахаров (преимущественно глюкоза и фруктоза), 0,6-1 % белковых веществ и 0,5-0,7 % клетчатки.
Из минеральных веществ огурцы богаты калием, содержат фосфор, серу, магний и ряд микроэлементов. Содержат витамины: аскорбиновую кислоту (витамин С), каротин (провитамин A), тиамин (витамин В1), рибофлавин (В2), фолиевую и пантотеновую кислоты (В9 и В5), витамин E. Все витамины сконцентрированы преимущественно в кожуре плодов.
Горечь в плодах вызывает гликозид кукурбитацин. Его количество возрастает, если растения испытывают стресс (например, при засухе или поливе холодной водой). Во многих современных гибридах выработка данного гликозида подавлена на генетическом уровне. Характерный запах и вкус плодам придают огуречный альдегид или транс-2,цис-6-нонадиеналь и 2-ноненаль.
Калорийность 100 г огурцов — 14 ккал.

## История культуры
Огурец появился в культуре более 6 тысяч лет назад. Родина этого вида — тропические и субтропические районы Индии, подножия Гималаев, где он до сих пор растёт в естественных условиях. Упомянут в Библии как овощ, используемый в пищу в Египте (Чис. 11:5).
Эта культура была известна уже грекам, от которых перешла к римлянам, и в эпоху Карла Великого была распространена уже по Средней Европе. В Греции, во времена Гомера, существовал город Сикион, то есть город огурцов.
К 2000 лет назад огурцы распространились на восток и выращивались в Китае. Ранее считалось, что огурцы были известны древним египтянам, грекам, римлянам и евреям, однако более тщательное изучение показало, что эти представления основаны на неверной интерпретации изображений и ошибочных переводах текстов. Изображения цилиндрических плодов на египетских настенных росписях, ранее принимавшиеся за огурцы, вероятнее всего, изображают овощные дыни (Cucumis melo L.), которые отличаются более широкой формой у основания и полосатой или бороздчатой поверхностью.
Анализ трудов Теофраста «Исследование растений» (около 300 г. до н. э.) показывает, что древнегреческое растение «sikyos» было неправильно переведено как огурец. Теофраст описывал «sikyos» как травянистое растение с длительным периодом цветения, плодами из мякоти и волокон, и семенами, расположенными рядами. Латинское слово «cucumis» традиционно ошибочно переводилось как «огурцы». Древнеримские авторы Луций Юний Модерат Колумелла в «De Re Rustica» (около 64 г. н. э.) и Плиний Старший в «Historia Naturalis» (около 77 г. н. э.) описывали плоды «cucumis» как волосатые, длинные и часто закрученные как змея. Эти характеристики не соответствуют гладким огурцам (C. sativus), но точно описывают змеевидные дыни группы Flexuosus вида C. melo, которые в молодом возрасте имеют волосистую поверхность. Древнееврейское слово «кишуим» (qishu’im), упоминаемое в Библии (Числа 11:5) и других древних текстах, традиционно переводилось как «огурцы», однако исследования показывают, что это ошибка. В Мишне (кодексе еврейских законов около 200 г. н. э.) кишут описывается как волосатый плод, требующий очистки от пушка перед употреблением (процесс называемый «пиккус»). Иконография и литература свидетельствуют, что змеевидные дыни, а не огурцы, были наиболее ценимыми тыквенными культурами в средиземноморской античности до 500 г. н. э..
Исторические документы о растениях, начиная с античности и средневековья, преимущественно описывали их медицинские и фармакологические свойства, а не сами продукты питания. Такие тексты часто основывались на галенической теории II века, имели догматический характер и предоставляли мало информации для изучения истории сельскохозяйственных культур.
В византийских медицинских и сельскохозяйственных текстах 540—940 гг. н. э. сохранялась классическая греческая терминология для обозначения тыквенных культур: pepon (арбуз), melopepon (дыня круглоплодная), kolokynthis (бутылочная тыква) и sikyon (змеевидная дыня). Важным этапом эволюции терминологии стал трактат «De Cibis» (около 670 г.), посвященный императору Константину IV Погонату (668—685 гг.), где впервые появились новые термины «tetrangoura» и «angouri». Термин «angouri» впоследствии стал современным греческим словом для обозначения огурца и встречается в более поздних источниках IX—XII веков, включая «Syntagma de Alimentorum Facultatibus» Симеона Сета (около 1075 г.) и поэму Феодора Продрома (около 1160 г.)
Сирийская «Книга медицины» (около 530 г.), приписываемая Сергию, содержит фармакологические препараты с использованием qataya (змеевидная дыня). В зороастрийской энциклопедии «Бундахишн» (около 800 г.) упоминается wadrang (Cucumis sativus). В «Сафарнаме» (1048 г.) путешественник Насири Хосрав описывает khiyar badrang (огурцы), увиденные им в Каире. Персидский перевод Торы (1319 г.) использует термин khiyar для обозначения qishu’im (дынь), упомянутых в книге Чисел 11:5.
В Коране (2:61) 632 года н. э. упоминается «кита» (qitha) — арабский эквивалент еврейского «кишуим», обозначающий удлиненные дыни Cucumis melo. Термин «хияр» (khiyar), который в современном арабском и персидском языках означает огурцы (Cucumis sativus), впервые появляется в медицинской энциклопедии «Рай мудрости» (850 г.). В «Андалузской книге сельского хозяйства» (ок. 1180 г.) Ибн аль-Аввама хияр описывается как «кита аль-Шам» (левантийская кита) двух видов: мелкий белый с твердой мякотью и оранжевый с мягкой мякотью.
После 1000 года в латинских текстах появилось новое слово для обозначения тыквенных культур — «citruli». Этот термин впервые встречается в переводах с арабских текстов, таких как «Liber Dietarum Particularium» (около 1070 г.), где латинское слово «citrulis» использовалось как перевод арабского «khiyar». В «Liber Totius Medicine Necessaria Continens» (около 1127 г.) арабское «khiyar» также приравнивалось к латинскому «citroli». Позднее термин появляется в «Circa Instans» (около 1150 г.) и «Liber Ruralium Commodorum» (1306 г.), где описываются съедобные тыквенные культуры.
Согласно исследованиям, иконографические или описательные свидетельства о Cucumis sativus (огурце) отсутствуют в западном мире с начала нашей эры до 500 года н. э. Первое известное изображение огурца (Cucumis sativus) в Западной Европе содержится в южно-итальянском травнике «Tractatus de Herbis» (около 1300 года). Этот иллюстрированный средневековый травник, в котором растения изображались с натуры, а не копировались из более ранних источников, предоставляет важное иконографическое доказательство, устанавливающее 1300 год как самую позднюю возможную дату появления огурца в Европе. Исследования показывают, что это растение должно было попасть на Запад в период между 500 и 1300 годами нашей эры.
Обильные иконографические доказательства появляются только с 1300 года, а литературные свидетельства, в частности «Circa Instans» Платеария, указывают на присутствие этой культуры в Средиземноморской Европе не позднее середины XII века. Описание хияра (огурца) андалусским ученым Ибн Джульджулем во второй половине X века подтверждает, что Cucumis sativus появился в западном мире не позднее этого периода. Первые свидетельства появления Cucumis sativus (огурца) на Западе связаны с изменением словаря тыквенных культур в византийском греческом языке. До VII века использовались классические греческие термины, но начиная с трактата «De Cibis» (около 668 г.) появились новые термины — tetrangoura и angouria. В латинской терминологии изменения произошли позже — слово «citruli» впервые зафиксировано в XI—XIII веках в латинских переводах арабских работ, выполненных Константином, Стефаном Пизанским и Герардом Кремонским. Позднесредневековые итальянские гербарии однозначно идентифицируют «citruli» как Cucumis sativus.
Первое упоминание об огурцах в Русском государстве было сделано германским послом Герберштейном в 1528 году в его записках о путешествии в Московию.
Одним из самых распространённых блюд в России XVI века была так называемая чёрная уха, суп, где мясо варилось в огуречном рассоле, с примесью разных пряностей и трав.
Ныне культура огурца распространена повсеместно и имеет множество разновидностей и сортов. Плоды диких огурцов мелкие, а некоторые несъедобны из-за высокого содержания горьких веществ — кукурбитацинов.

## Мировое производство
| Ведущие производители огурцов (тысяч тонн) | Ведущие производители огурцов (тысяч тонн) | Ведущие производители огурцов (тысяч тонн) | Ведущие производители огурцов (тысяч тонн) | Ведущие производители огурцов (тысяч тонн) | Ведущие производители огурцов (тысяч тонн) | Ведущие производители огурцов (тысяч тонн) | Ведущие производители огурцов (тысяч тонн) | Ведущие производители огурцов (тысяч тонн) |
| Страна                                     | 1992                                       | 2000                                       | 2011                                       | 2014                                       | 2018                                       | 2020                                       | 2022                                       |                                            |
| ------------------------------------------ | ------------------------------------------ | ------------------------------------------ | ------------------------------------------ | ------------------------------------------ | ------------------------------------------ | ------------------------------------------ | ------------------------------------------ | ------------------------------------------ |
| Китай                                      | 7600                                       | 19869                                      | 47362                                      | 56855                                      | 67549                                      | 72780                                      | 77258                                      |                                            |
| Турция                                     | 1050                                       | 1825                                       | 1749                                       | 1780                                       | 1848                                       | 1927                                       | 1939                                       |                                            |
| Россия                                     | 330                                        | 1192                                       | 1202                                       | 1820                                       | 1604                                       | 1687                                       | 1636                                       |                                            |
| Мексика                                    | 218                                        | 459                                        | 425                                        | 708                                        | 1072                                       | 1160                                       | 1078                                       |                                            |
| Узбекистан                                 | 14                                         | 154                                        | 437                                        | 719                                        | 857                                        | 813                                        | 904                                        |                                            |
| Украина                                    | 387                                        | 709                                        | 966                                        | 941                                        | 985                                        | 1013                                       | 826                                        |                                            |
| Испания                                    | 329                                        | 425                                        | 720                                        | 776                                        | 644                                        | 795                                        | 770                                        |                                            |
| США                                        | 922                                        | 1106                                       | 759                                        | 800                                        | 701                                        | 646                                        | 596                                        |                                            |
| Казахстан                                  | 123                                        | 168                                        | 331                                        | 395                                        | 460                                        | 538                                        | 569                                        |                                            |
| Япония                                     | 899                                        | 767                                        | 586                                        | 549                                        | 548                                        | 539                                        | 549                                        |                                            |
| Египет                                     | 270                                        | 567                                        | 665                                        | 473                                        | 366                                        | 613                                        | 484                                        |                                            |
| Польша                                     | 395                                        | 356                                        | 510                                        | 532                                        | 538                                        | 442                                        | 472                                        |                                            |
| Индонезия                                  | 268                                        | 423                                        | 522                                        | 477                                        | 433                                        | 441                                        | 444                                        |                                            |
| Иран                                       | 1057                                       | 1342                                       | 2352                                       | 1804                                       | 697                                        | 1206                                       | 411                                        |                                            |
| Нидерланды                                 | 507                                        | 410                                        | 430                                        | 440                                        | 410                                        | 430                                        | 400                                        |                                            |
| Республика Корея                           | 273                                        | 454                                        | 304                                        | 279                                        | 391                                        | 335                                        | 275                                        |                                            |
| Камерун                                    | 50                                         | 122                                        | 199                                        | 223                                        | 263                                        | 259                                        | 262                                        |                                            |
| Таджикистан                                | 12                                         | 29                                         | 107                                        | 130                                        | 211                                        | 263                                        | 257                                        |                                            |
| Азербайджан                                | 0,3                                        | 105                                        | 212                                        | 213                                        | 224                                        | 227                                        | 247                                        |                                            |
| Германия                                   | 142                                        | 208                                        | 250                                        | 255                                        | 268                                        | 217                                        | 234                                        |                                            |
| Беларусь                                   | 81                                         | 158                                        | 250                                        | 205                                        | 226                                        | 217                                        | 228                                        |                                            |
| Судан                                      | 15                                         | 144                                        | 30                                         | 228                                        | 225                                        | 307                                        | 227                                        |                                            |
| Саудовская Аравия                          | 110                                        | 136                                        | 229                                        | 99                                         | 116                                        | 185                                        | 205                                        |                                            |
| ИТОГО                                      | 15052                                      | 31128                                      | 60597                                      | 74976                                      | 80636                                      | 82639                                      | 90271                                      |                                            |

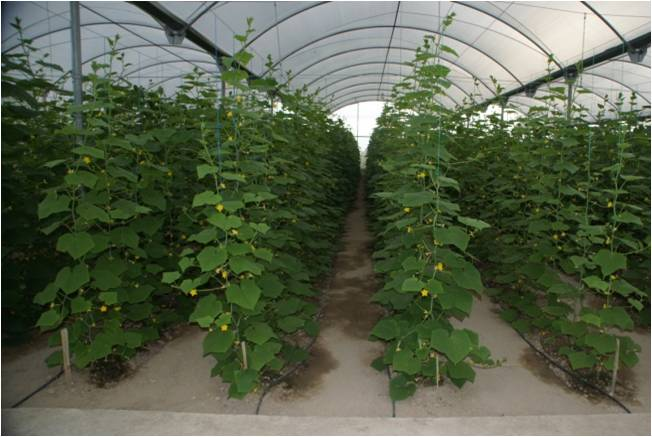

В 2021 году урожай в зимних теплицах России обновил рекорд 2020 года — получено более 1,4 млн тонн продукции. В том числе производство огурцов составило не менее 830 тыс. тонн, а томатов — 590 тыс. тонн, самообеспеченность огурцами достигла 95 %, томатами 65 %.
В первую очередь инвесторы начали вкладываться в теплицы по производству огурцов. В итоге за восемь лет производство огурцов защищенного грунта в России увеличилось более чем в два раза — с 392 тыс. тонн в 2013 году до 830 тыс. в 2021 году. Вместе с ростом производства тепличных овощей выросло и их потребление. За восемь лет потребление огурцов в России увеличилось в полтора раза — с 616 тыс. тонн в 2013 году до 935 тыс. тонн в 2021 году.
Урожайность культур ежегодно повышается благодаря использованию высокопродуктивных сортов огурцов и современных технологий. В теплицах пятого поколения она достигает более 160 кг/1 м² по огурцу.
Лидерами среди регионов в овощеводстве закрытого грунта являются Липецкая, Московская, Калужская, Волгоградская, Новосибирская, Саратовская, Челябинская области, Краснодарский и Ставропольский края, республики Башкортостан и Татарстан, Карачаево-Черкесская Республика. На их долю приходится более 60 % от общего объёма производства в стране.
Крупнейшим производителем огурцов в мире является Китай. Он производит более трёх четвертей всех огурцов в мире (61,9 из 80,6 миллионов тонн) и опережает Россию, второго по величине производителя в мире, более чем в 30 раз.
| Страна     | Производство (тонны) | Производство на человека (кг) | Площадь (га) | Урожай (кг/га) |
| ---------- | -------------------- | ----------------------------- | ------------ | -------------- |
| Китай      | 61 949 091           | 44,444                        | 1 155 840    | 53 596,6       |
| Россия     | 1 992 986            | 13,569                        | 68 710       | 29 005,5       |
| Турция     | 1 811 681            | 22,452                        | 37 561       | 48 233         |
| Иран       | 1 707 190            | 20,881                        | 59 458       | 28 712,3       |
| Украина    | 948 900              | 22,452                        | 49 800       | 19 054,2       |
| Узбекистан | 933 310              | 28,582                        | 19 682       | 47 419,9       |
| Мексика    | 886 270              | 7,105                         | 18 603       | 47 641         |
| США        | 802 220              | 2.448                         | 48 030       | 16 702,5       |

## Диетические свойства
Огурцы богаты сложными органическими веществами, которые играют важную роль в обмене веществ. Эти вещества возбуждают аппетит, способствуют усвоению других продуктов питания и улучшают пищеварение.
Содержащийся в огурцах калий улучшает работу сердца и почек. К тому же в огурцах, как и в других овощах, содержится немного клетчатки. Клетчатка не усваивается организмом человека, но она регулирует работу кишечника и выводит из организма излишки холестерина, избыток которого способствует развитию атеросклероза, болезней печени, почек и других органов.

## Значение и применение

### В кулинарии
Плоды растения — огурцы пригодны для пищи в сыром виде, также широко используются в кулинарии в качестве ингредиентов разнообразных блюд, в том числе для консервирования различными способами, повсеместно известны малосольные огурцы, маринованные и солёные огурцы. Очень популярны для салатов. 

### В медицине и косметике
О целебных свойствах огурцов существуют упоминания в русских лечебниках — травниках, а также в старинном лечебнике XVII века «Прохладный вертоград». Отвар из огурцов народные врачеватели рекомендовали пить вместо воды, а мякоть свежих плодов применяли как эффективное мочегонное, желчегонное и слабительное средство. Настой и отвар осенних листьев (ботвы) в народной медицине рекомендовали принимать при кровотечениях различного происхождения. Наружно их употребляют при ожогах, а также в качестве косметического средства при угрях, сыпи и некоторых кожных заболеваниях. Свежие огурцы входят в состав косметических масок для лица, которые отбеливают кожу и делают её более эластичной. Жирную кожу косметологи рекомендуют протирать спиртовой огуречной настойкой.
Солёные и маринованные огурцы не обладают лечебными свойствами. Их не рекомендуется употреблять людям, страдающим заболеваниями почек, печени, сердечно-сосудистой системы, желудочно-кишечного тракта, гипертонией, атеросклерозом, а также в период беременности.

## Агротехника
По отношению к огурцу, как и ко всякому другому овощу, применяется двоякого рода культура — парниковая и грядовая.

### Выращивание в открытом грунте
На открытых грядах семена высевают в грунт не ранее 25 мая и не позднее 5 июня.
Огурцы выращивают практически на каждом огороде. Лучше всего они растут на участке огорода, где в прошлом году росла капуста (то есть на второй год после внесения большого количества органического удобрения), а также после картофеля, бобовых, томата. На то же место культуру возвращают через 2-3 года. Нельзя выращивать огурец после тыкв, патиссонов, кабачков, арбузов, дынь, словом после культур, относящихся к тому же семейству. Огурец любит почву плодородную, поэтому при использовании в качестве удобрения свежего навоза его запахивают с осени. Тогда же вносят по 30 г суперфосфата и 20 г калийной соли на 1 м². Весной на участок, предназначенный под огурцы, вносят дополнительно азотные удобрения (15-20 г/кв.м), после чего пашут или копают на штык и делают гряды, на низких местах довольно высокие.
Перед посевом семена прошлого года сбора прогревают при температуре 60 градусов 2-3 часа. Это увеличит количество женских цветков на растении. Семена гибридов (обозначаются на пакетиках F1) в такой подготовке не нуждаются.
Время сева — не раньше мая, так как огурец очень боится морозов. Семена высевают сухими или пророщенными во влажном песке, опилках и т. д., для раннего урожая огурец выращивают через рассаду. Её оптимальный возраст — 35-40 дней после посева. Растения очень не любят травм корневой системы, поэтому для выращивания нужно использовать торфоперегнойные горшочки. Схема посадки — в 2 строчки, 90+40 см, между растениями — 20-25 см. В теплицах густота стояния растений 1,4-3 растения/1 м². (зависит от сорта/гибрида и схемы формирования), но чем раньше проводят посадку, тем реже размещают растения. Партенокарпические гибриды нужно высаживать реже, чем пчелоопыляемые.
Если вы хотите, чтобы огурцы плодоносили дольше, прищипните все цветы, побеги и завязи до 4-5 листа (до высоты 40-50 см). Дальнейшее формирование зависит от типа огурца. У большинства гибридов значительная часть урожая формируется на основной плети, и растения целесообразно формировать в 1 стебель, прищипывая точки роста на боковых побегах. До 1/2 высоты теплицы — оставляют по 1 листу и 1 завязи (пучку завязей у некоторых гибридов), выше — оставляя по 2 листа и 2 завязи.
Время от времени полезно разрыхлять почву около корней растения и засыпать (мульчировать) землю измельченным перепревшим навозом, травяной или соломенной сечкой. Мульча предохраняет почву от пересыхания, заглушает сорняки, оптимизирует температуру почвы, создает для корней благоприятные условия. Поливают огурцы ежедневно, по вечерам и только теплой водой, стараясь не намочить листья. В пасмурную погоду допустимо поливать 2-3 раза в неделю, и обязательно теплой водой. Урожай возрастает при регулярных подкормках. Убирать зеленцы (особенно на пучковых партенокарпических гибридах) надо ежедневно, не давая им перерастать. В ином случае часть завязей засохнет, так и не развившись.

### Выращивание в парниках
- Время высадки. В Центральном регионе России при выращивании огурца в ранневесенний период в остекленных и пленочных теплицах с аварийным обогревом воздуха оптимальный срок посева семян — 20-25 марта, высадки рассады в грунт — 20-25 апреля. Рассаду не прищипывают, почву к корням не подсыпают.
- Перед высадкой. За сутки перед высадкой рассаду обязательно поливают, расходуя 8-10 литров воды на 1 квадратный метр. Для профилактики корневых гнилей сеять семена и высаживать рассаду нельзя до тех пор, пока почва на глубине 15 см не прогреется до 16-17 °С. Растения высаживают на ровной поверхности или на грядах. Схема посадки двухстрочная: 90×50 см с расстоянием между растениями в ряду 40-45 см. Необходимое количество рассады определяют из расчета 3,5 растения на 1 квадратный метр.
- Высадка. Температура почвы до появления всходов должна быть 25-28 °С, после появления всходов — 20-24 °С. Оптимальная температура воздуха в течение 3-4 дней после появления всходов днем 19-20 °С, ночью 17-18 °С. Поливать рассаду следует умеренно, не допуская пересыхания горшков. В первый раз почву рыхлят на глубину 2-3 см через две недели после высадки, затем рыхлят только дорожки.
- Урожай. По степени спелости огурцы делят на раннеспелые (к сбору урожая приступают на 38-45 дней от появления всходов), ранние (46-50 дней), среднеспелые (51-56 дней) и поздние (более 56 дней). Урожай необходимо собирать не менее 3 раз в неделю, то есть через день.
- Температурные условия. В пасмурную погоду температура воздуха в течение дня должна быть 20-22 °C, в солнечную 24-26 °C. Температуру ночью поддерживают на уровне 18-20 °C до завязывания плодов и 22-24 °C в период плодоношения.
- Влажность. Относительная влажность воздуха всегда должна быть в пределах 75-85 %. Более высокая влажность воздуха будет способствовать распространению болезней. Нельзя допускать как пересыхания, так и переувлажнения почвы. В жаркие дни поливы следует проводить ежедневно, поддерживая влажность почвы на уровне 76-80 %. Поливают растения только теплой водой (20-33 °C), в пасмурную погоду днем, в жаркую — утром. При поливе холодной водой растения поражаются болезнями и формируют уродливые плоды. В период плодоношения полив должен быть обильным, но не чрезмерным.
- Питание. Огурец требователен к условиям питания — он не переносит высокой концентрации солей в почвенном растворе, поэтому система питания должна носить дробный характер. В начале для рассады огурца необходимо усиленное фосфорное питание при умеренном азотном и калийном. Основным компонентом смеси торфоперегнойных горшочков является верховой или низинный торф. Дополнительно применяют древесные опилки или резаную солому в количествах, зависящих от степени разложения торфа. Для улучшения условий роста молодых растений внутри горшочков делают отверстия 1,5 см и глубиной 2 см. После полива в них насыпают рыхлый грунт того же состава, из которого сделан горшочек. Универсальный способ уничтожения многих возбудителей болезней — пропаривание почвы при 70-100 °C[18].

## Вредители и болезни
Серьёзный вред культуре огурца наносят мучнистая роса (Oidium erysiphoides), ложная мучнистая роса, или пероноспороз (Pseudoperonospora cubensis), угловатая пятнистость (Pseudomonas syringae pv. lachrymans (Smith and Bryan) Yong et al.), вирусные заболевания. В более северных и северо-западных районах часто диагностируют оливковую пятнистость (Cladosporium cucumerinum), а на юге — антракноз (Colletotrichum lagenarium). При высокой влажности почвы (особенно в холодную погоду или при поливе холодной водой) огурцы заболевают корневой гнилью. Из вредителей на огурце в жаркую погоду и в тепличной культуре наибольший вред причиняет обыкновенный паутинный клещ (Tetranychus urticae), буквально насухо высушивающий растения, трипс оранжерейный (Heliothrips haemorrhoidalis Bouch.), также сосущий сок листьев. Для молодых всходов опасны полевые слизни; гусеницы совки-гаммы (Autographa gamma), и др. У взрослых растений они могут повреждать листья и плоды с семенами.

## Сорта и гибриды

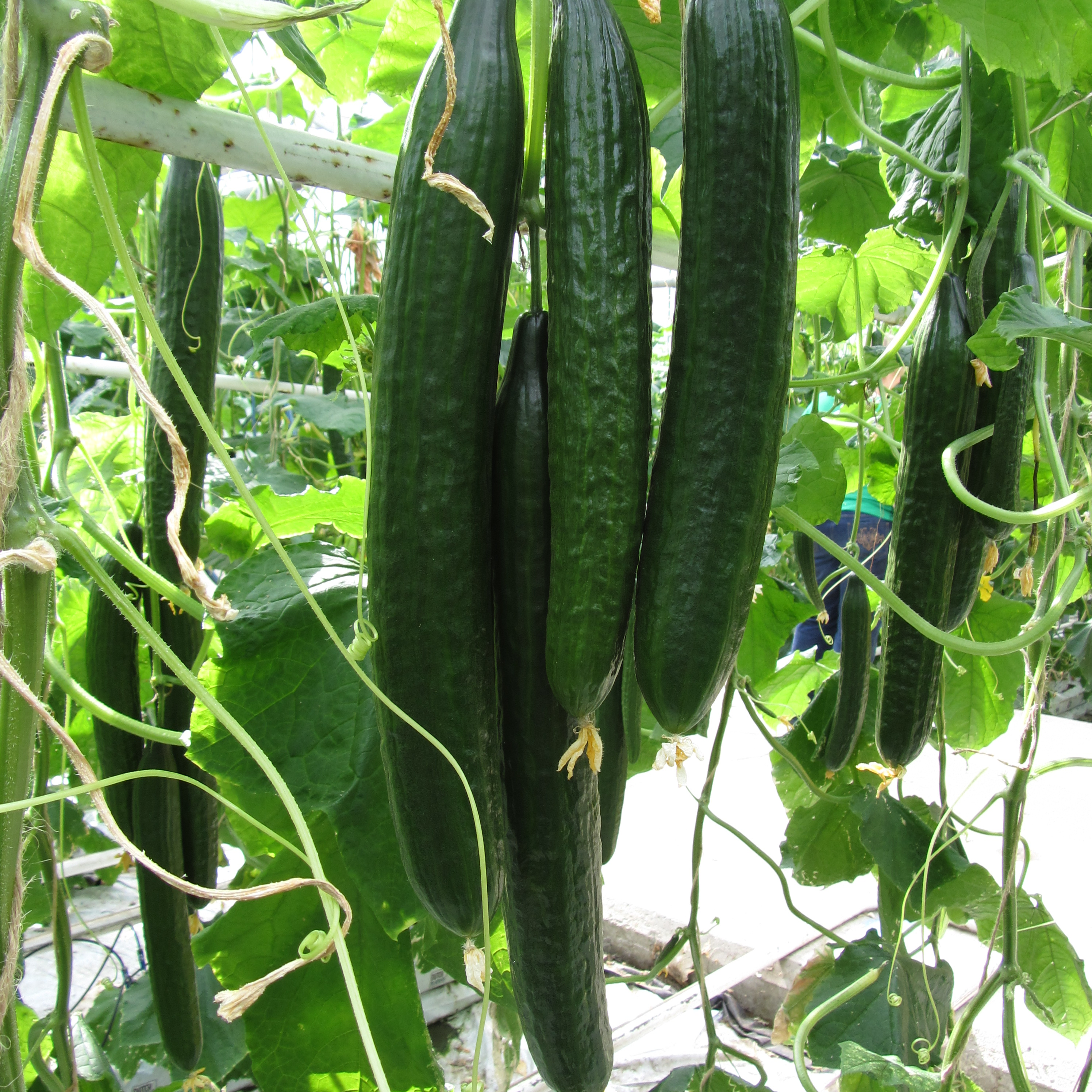
Плоды огурцов салатных сортов

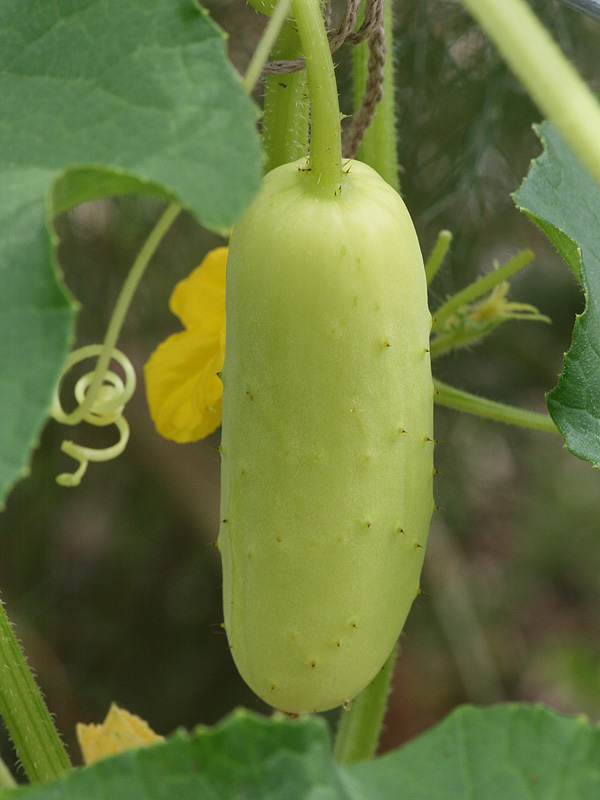
Плод белоплодного сорта огурцов

### Сорта
В российский Государственный реестр селекционных достижений, допущенных к использованию в 2021 году, включено 1649 районированных сортов огурцов, из них 58 новых и 290 охраняемых.

#### Нежинский огурец
Нежинский огурец приобрёл известность во времена правления императрицы Екатерины II. Императрица, попробовавшая овощ во время одной из поездок, приказала обеспечивать императорский двор только нежинскими огурцами. Это распоряжение действовало в Петербурге вплоть до 1917 года. Пользуясь царской милостью, предприимчивые нежинцы постарались продвинуть на столичный рынок не только «ключевой продукт», но и томаты, баклажаны, фасоль и кабачки, после чего соленья с северной Украины оказались востребованы ещё в 70 странах.
В настоящее время сорт используется весьма редко, в частности потому, что имеет низкую устойчивость к ложной мучнистой росе. Но есть устойчивый к этой болезни сорт Новонежинский, схожий по вкусу с Нежинским.

#### Вязниковский огурец
Старинный сорт, предназначенный для открытого грунта. Вязниковский огурец, согласно энциклопедии Брокгауза и Эфрона (1890—1916 гг), — «русский грядовой сорт, выносливый к засухе и особенно пригодный для соления, вследствие крепости плодов».
Вязниковский огурец, наряду с Муромским, является историческим сортом. Назван по названию деревни Вязники, Владимирской области. Вязниковский огурец активно выращивался крестьянами с XVIII века. В XIX веке производство Вязниковского огурца в Вязниках достигало до 300 пудов в год. Благодаря тому факту, что огурец выращивался не только для потребления, но и на семена, можно говорить о развитии селекции в Вязниках, ещё в середине XIX века.
Вязниковский сорт огурца отличался от Муромского своим назначением. Муромские огурцы солили, как правило, сразу после сбора. Вязниковский огурец оказался лёжким и транспортабельным, что позволяло перевозить его на значительные расстояния и обеспечивать огурцами другие города, например Нижний Новгород, Владимир, Ростов.
Вязниковский сорт огурца стал прародителем многих других сортов. После передачи совхозам земель последнего товарищества «Вязниковский огурец» в 1928 году, сорт был вытеснен из родного региона другими сортами. Селекционеры сходятся во мнении, что чистой культуры Вязниковского огурца сегодня уже не существует. Есть данные, что плоды Вязниковского огурца достигали длины 50 см.

#### Дальневосточные сорта
На Дальнем Востоке России огурцы европейских («западных») сортов не растут, их сильно поражает мучнистая ложная роса, листья засыхают до начала плодоношения.
О. Н. Мигина, ведущий научный сотрудник Дальневосточного научно-исследовательского института сельского хозяйства, вывела несколько сортов огурцов, устойчивых к грибным заболеваниям: «Миг», «Дальневосточный 27», «Каскад», «Лотос», «Хабар», «Ерофей».

### Гибриды
Широкое распространение получили гибриды огурцов — они имеют высокую урожайность. Среди гибридов выделяют партенокарпические (которые способны образовывать плоды без опыления) и пчелоопыляемые.

## Прочие сведения
- Символ огурца в Юникоде — 🥒.

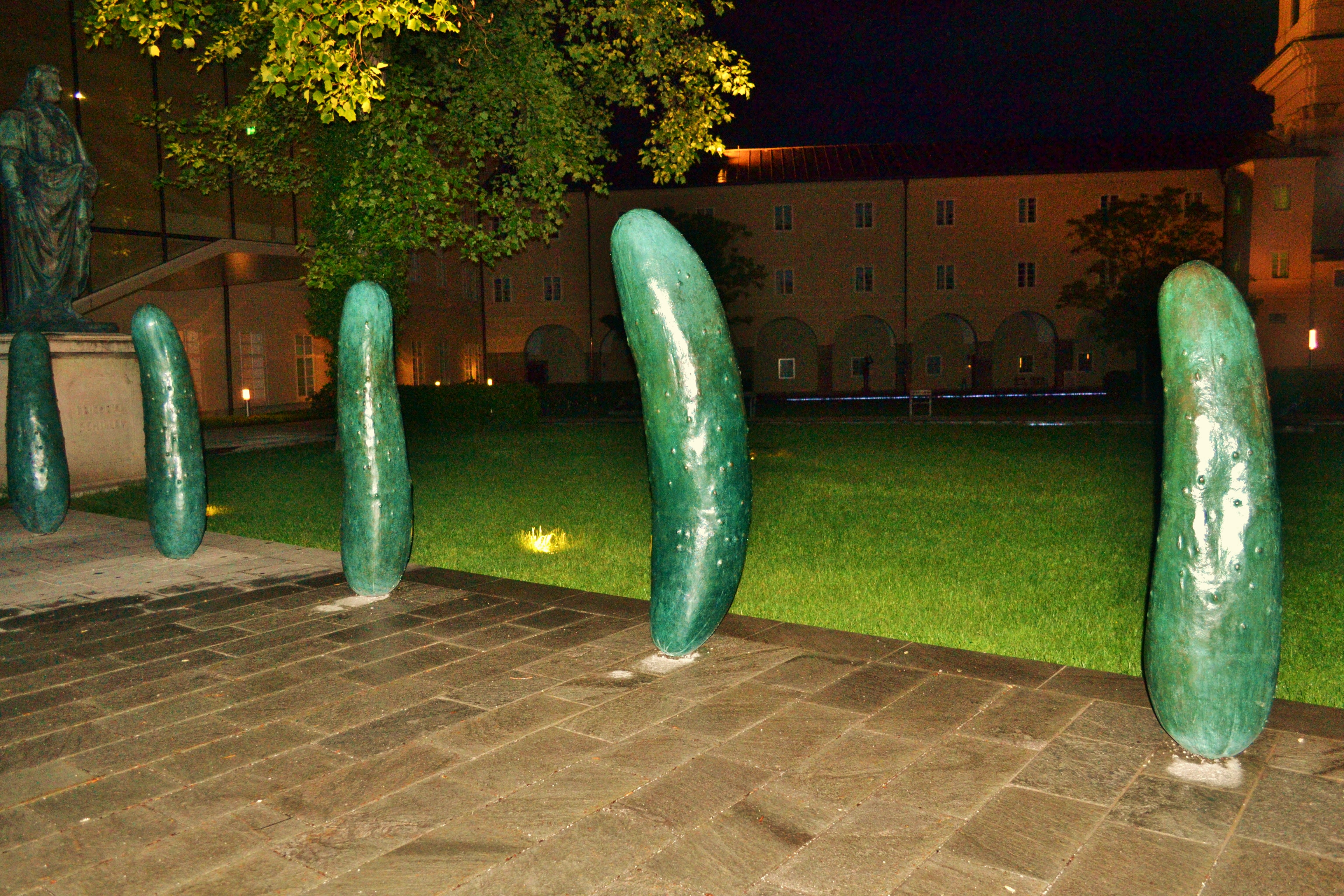
В городе Зальцбурге в 2011 году установлена инсталляция «Огурцы» Эрвина Вурма

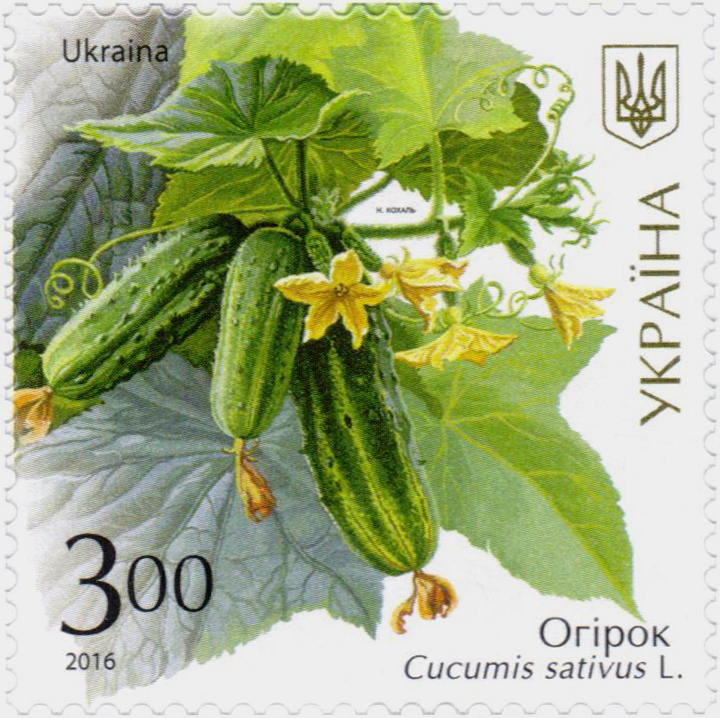
Почтовая марка Украины, 2016

- В городе Шклове в 2007 году открыт памятник огурцу.
- В городе Луховицы (Московская область) установлен памятник «Огурцу-кормильцу».
- В городе Нежине в 2005 году установлен памятник нежинскому огурцу. С 2012 года ежегодно в середине сентября здесь проводится фестиваль «Его Величество Нежинский Огурец»
- В селе Истобенск много лет проводится праздник огурца.
- 27 июля отмечается Международный день огурца, именно в этот день впервые в Суздале был организован Праздник огурца.
- Альф Кобб из Великобритании вырастил самый большой огурец в мире: его длина была 36,1 дюйма, то есть 91,7 сантиметра.[20]
- В 2009 году международная команда исследователей объявила, что они секвенировали геном огурца[21]. В 2013 году учёные повторно расшифровали геном, сделав при этом акцент на генетических вариациях[22].